# Köpenicker SC

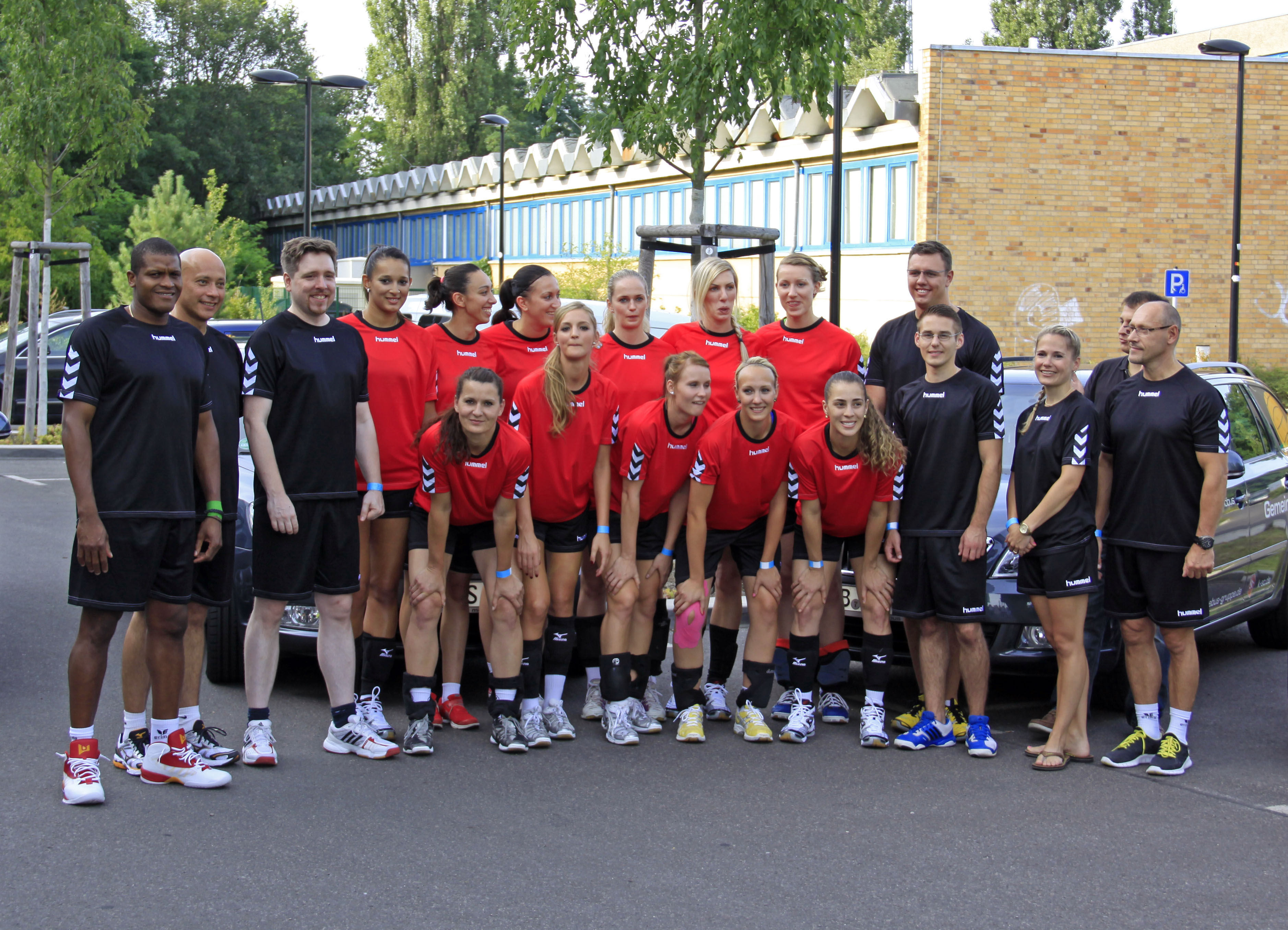
Skład zespołu w 2012 r.

Köpenicker SC – żeński klub piłki siatkowej z Niemiec. Został założony w 1991 roku z siedzibą w Köpenick (Berlin).
Od 2004 w klubie występuje Polka – Ilona Dröger, obecnie kapitan zespołu, od sezonu 2011/2012 Alicja Leszczyńska, a od sezonu 2012/13 Veronik Sarah Skorupka.